# Harpalyce rupicola
Harpalyce rupicola là một loài thực vật có hoa trong họ Đậu. Loài này được Donn.Sm. miêu tả khoa học đầu tiên.